# Per Nilsson (fodboldspiller)
 Der er flere personer med dette navn, se Per Nilsson.
Per Jörgen Nilsson (født 15. september 1982 i Härnösand) er en tidligere svensk fodboldspiller. Han har tidligere spillet for FC København i Superligaen, Hoffenheim og FC Nürnberg i Tyskland og Odd Grenland i Norge.